# První noc u mrtvoly
První noc u mrtvoly je romaneto českého spisovatele, novináře a překladatele Jakuba Arbese. Arbesova beletristická tvorba čítá romaneta, romány, povídky i novely. Nejvíce však proslul právě svými pověstnými romanety. Velmi zajímavou skupinkou Arbesových romanet jsou tzv. nokturna, kam spadá právě i dílo První noc u mrtvoly. Napsal jich hned několik, přičemž všechny mají vesměs tragické závěry, děj se odehrává za povětšinou bouřlivých nocí. První noc u mrtvoly je druhé Arbesovo nokturno, které vyšlo poprvé v roce 1885 v časopise Lumír, knižně pak o rok později. Děj romaneta je zasazen, stejně jako většina Arbesových romanet, do prostředí staré Prahy 19. století. Z převážné části se odehrává ve večerních hodinách, během jedné noci. Jak už je pro romaneto typické, objevují se zde i prvky fantastiky.

## Děj
Představená jednoho z klášterů posílá svou podřízenou řádovou sestru, aby se strávila noc v domě u právě zemřelého člověka. První noc s mrtvým musí probdít a modlitbami vyprovodit duši na cestě k Bohu. Oděv jeptišky, její chůze uličkami podvečerní Prahy, dům, dvůr, pozůstalí kam přichází a také počasí, je velmi poutavě a podrobně popsáno. Stejně tak i salon, ve kterém je rakev s nebožtíkem vystavena. Je zakrytá závojem a obrovnaná květinami.  Povinností každé řádové sestry je ukleknout na připravené dřevěné klekátko a modlit se. Při tom občas zaslechne nářek a šepot pozůstalých z vedlejší místnosti. Lze z toho usoudit, že smrt nebyla přirozená. Pozůstalí před půlnocí odchází. Jeptiška zůstává v bytě sama, slyší, že jí domácí při odchodu zamykají. Řádová sestra se pohrouží do modliteb, snaží se soustředit. Čas se vleče a ona se náhle ocitá v jiném světě. Zřejmě chvílemi usíná a vybaví se jí vzpomínky na dobu, kdy jí matka jako venkovskou dospívající pannu Bertičku přiváží do Prahy do penzionátu. Vidí kamarádku Jindřišku a bledého studenta, kterého obě tajně milují. Časem student lásku opětuje Jindřišce a Berta se vrací zpět na venkov. Jindru však nezatratí, nějaký čas si dopisují. Doma na vsi ji však nic netěší. Rozhodne se vzdát všeho světského a vrací se do Prahy jako řádová sestra Magdalena. Nyní klečí u lože nebožtíka a z rozjímání a snad i ze snu ji vytrhne velký vítr, déšť a zuřící bouře. Takový nečas, že vyráží okno a vítr pohybuje závojem kryjícím mrtvolu. V tomto okamžiku čtenář očekává rozuzlení. V rakvi leží určitě Jindřiška ve svatebních šatech, ale proč? V napětí je i Jeptiška Magdalena. Větru trochu pomůže, protože zvědavost je obrovská. Zlehka odkryje závoj. Ano, v rakvi leží její přítelkyně a na krvavé ráně po bodnutí do srdce je dopis. Magdalena čte, že Jindra stále milovala onoho studenta, ale otec jí vybral jiného ženicha. Zítra měla být svatba. To dívka nechtěla dopustit, šla za studentem, on však o ni opravdově nestál. V dopise čte i chlácholivý vzkaz pro ni, pro Bertičku, nyní Magdalenu. Magdalena při bouři zuřící venku i v její hlavě po nárazu, asi do stěny, omdlévá. Než přijdou ráno pozůstalí, probírá se a chce se po splnění úkolu vrátit do kláštera. Je však vyčerpána tak, že pro ni sjednají povoz.

## Interpretace
V romanetu První noc u mrtvoly se objevuje psychologické spojení mezi dvěma postavami. Tyto postavy jsou mladé ženy, které jsou na jedné straně nejlepší přítelkyně, na straně druhé však sokyně v boji o lásku a náklonnost mladého studenta. Obě se snaží uniknout ze své nešťastné životní situace. Jedna z nich nachází uspokojení a mír v klášterní zbožnosti, zatímco druhá spatřuje jako jediné východisko smrt. Jaroslava Janáčková zařadila První noc u mrtvoly mezi romaneta se sklonem k objektivnímu podání a idealizaci, bez Arbesovy typické literární a společenské události; dílo však mezi tímto typem textů vyniká tím, že se omezuje na „zjištění a předvádění vypjatých chvil a psychických reakcí“. Václav Dresler text popsal jako „nahromadění životní tragiky a neblahé osudovosti“ a povšiml si zejména neobyčejně významné role náhody.